# Maître de Kanbun

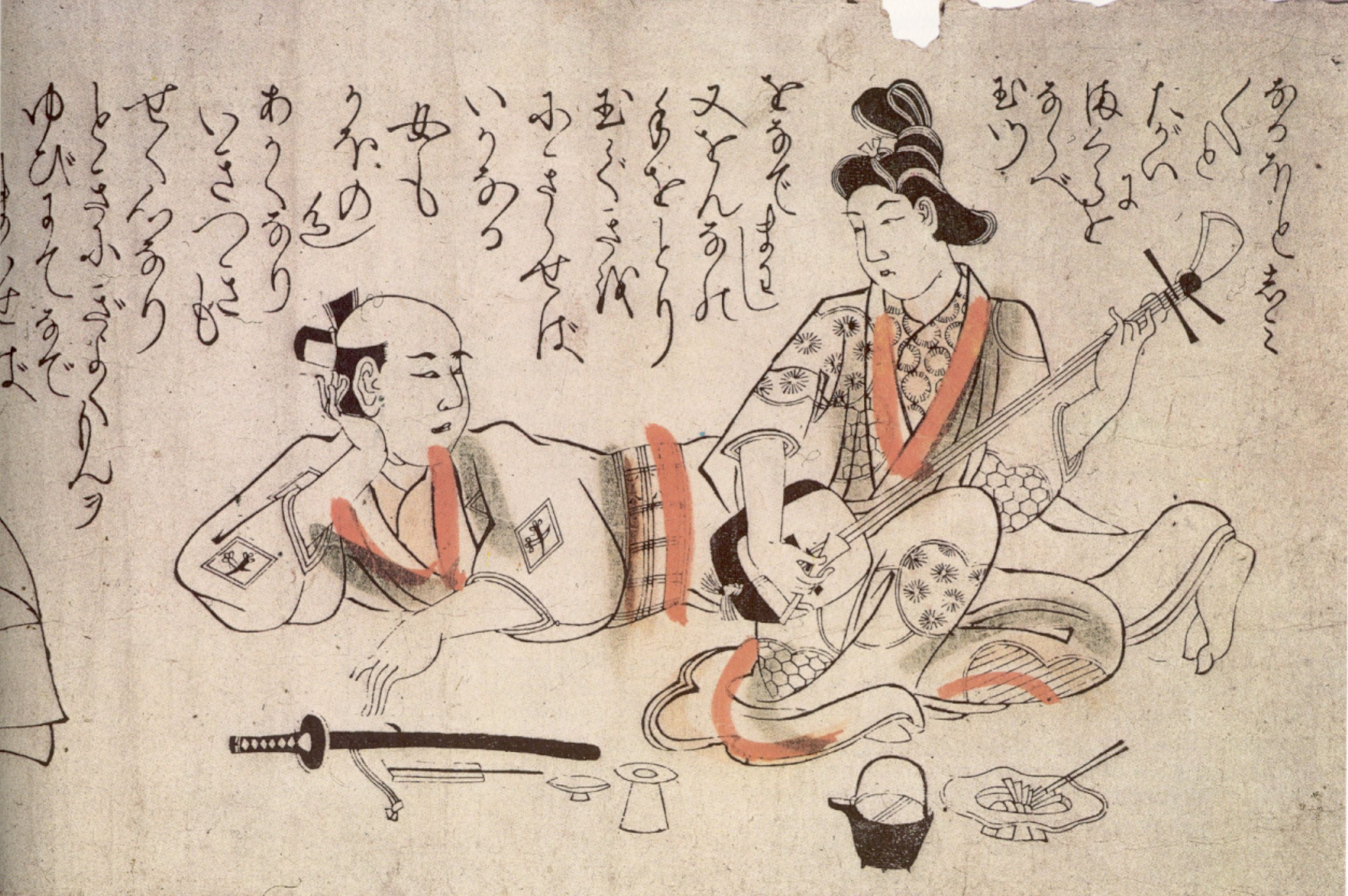
« Courtisane et amant », estampe sur bois colorée à la main au format chūban par le maître de Kanbun, c. 1660

Le maître de Kanbun (fl. c. 1660-1673) est un peintre japonais d'estampes sur bois et mentor de Hishikawa Moronobu, qui est généralement considéré comme étant le créateur du genre ukiyo-e. 

## Incertitudes
En l'absence d’œuvres signées du maître de Kanbun, existantes ou ayant existé, il reste anonyme et connu seulement sous le pseudonyme que lui attribue le chercheur Richard Douglas Lane à cause de son activité durant l'ère Kanbun (1661–1673) selon le calendrier impérial japonais (nengō).
La nature des relations entre le maître et Moronobu n'est pas claire et il existe un certain nombre de travaux attribués à l'un qui peuvent avoir été effectivement créés par l'autre, ou encore par un autre artiste. On sait si peu de choses sur le maître, qu'il n'est sûr qu'il y a une relation directe avec Moronobu ou si celui-ci est tout simplement influencé par l'œuvre du maître. En fait, les chercheurs ne sont même pas sûrs que les œuvres attribuées au maître de Kanbun sont d'une seule main ou si elles ont été créées par plusieurs artistes anonymes.

## Créations
Environ cinquante livres sont attribués au maître de Kanshun, dont un certain nombre de pièces shunga, de romans, de guide de voyage, d'anthologies de poésie, de pièces jōruri et de critiques de courtisans (yūjo hyōbanki). Le maître créé aussi  des peintures et quelques-unes des premières xylographies sur feuilles uniques, c'est-à-dire non reliées en un livre illustré. La majorité de ces réalisations sont du genre shunga (images érotiques), et toutes, à l'exception des peintures, sont faites à l'encre noire monochrome avec un minimum de couleurs ajoutées à la main.
Son style est décrit comme « puissant, presque primitif, faisant preuve cependant d'une intensité dramatique dans la représentation qui devait influencer et soutenir l'ukiyo-e pendant les nombreuses décennies à venir ». Son influence majeure sont les scènes de genre populaires à l'époque, essentiellement constituées de scènes des activités quotidiennes des grandes villes du Japon, particulièrement à Kyoto et Edo.

## Source
- Richard Douglas Lane. (1978).  Images from the Floating World, The Japanese Print. Oxford: Oxford University Press.  (ISBN 0192114476 et 9780192114471); OCLC 5246796